# Sun Monticello

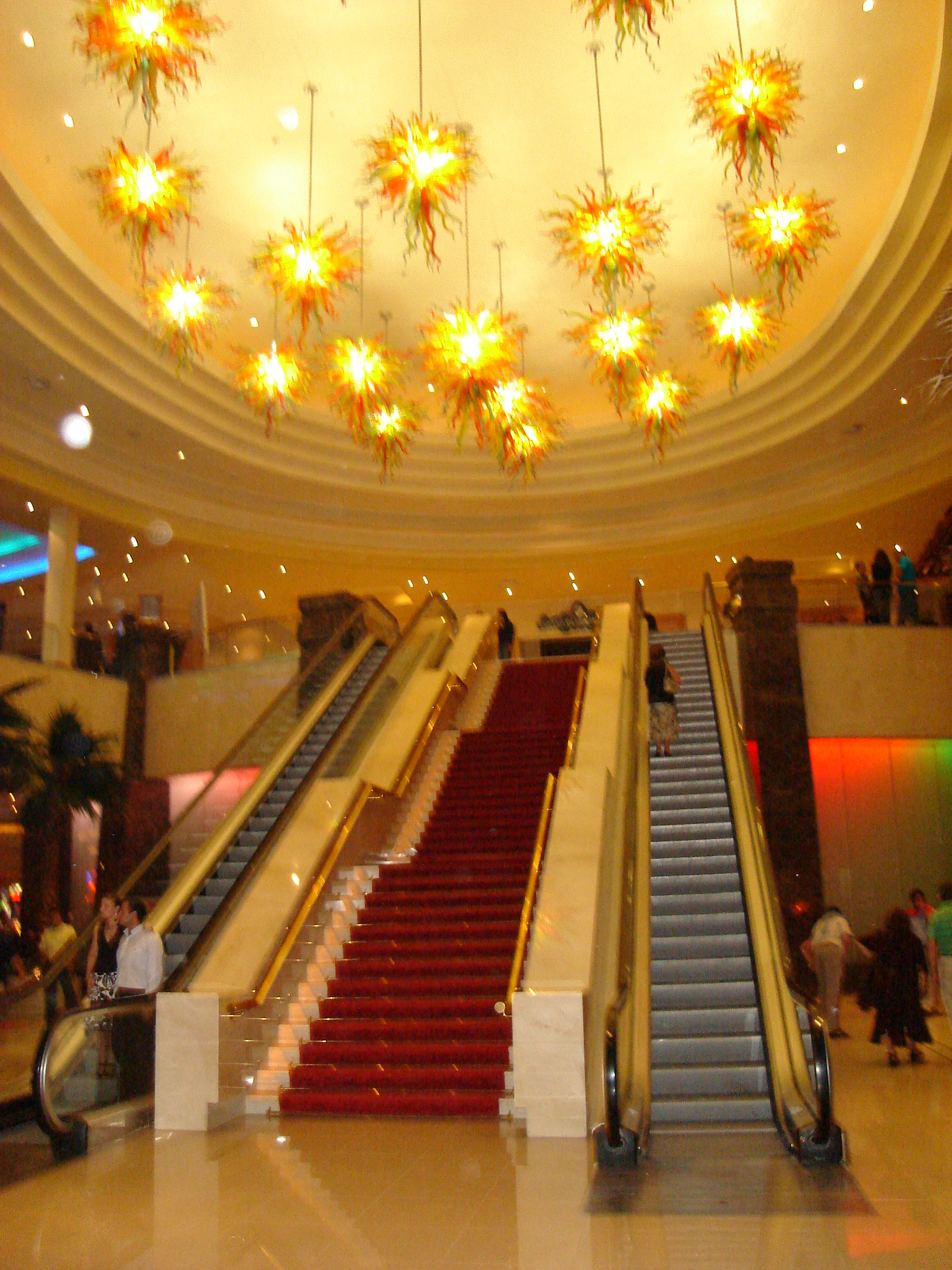
Зал казино

Sun Monticello раніше Monticello Grand Casino, — це казино та готель, розташований у Мостасалі, Чилі.

## Історія
Комплекс був розроблений спільним підприємством Міжнародної групи ігрових курортів (IGGR) та Sun International, його було відкрито в жовтні 2008 року. Офіційна церемонія відкриття відбулася 17 грудня 2009 року з виступом Марка Ентоні та Дженніфер Лопес.
Казино було сильно пошкоджене в результаті землетрусу в Чилі 2010 року і було закрите на п'ять місяців через ремонт, оцінений й 10 млн $.

## Доходи
Статистика доходів з 2009 року.
| Рік     | Доходи (USD)     | % Доходів (усіх чилійських казино) |
| ------- | ---------------- | ---------------------------------- |
| 2009 р. | 77.600.000       | 35,30 %                            |
| 2010 р. | ▬ 77 880 рік 000 | ▼ 24,54 %                          |
| 2011 р. | ▲ 146 790 000    | ▲ 28,50 %                          |
| 2012 р. | ▲ 164 000 000    | ▬ 27,60 %                          |
| 2013 р. | ▼ 130 700 000    | ▬ 27,30 %                          |
| 2014 р. | ▬ 129 500 000    | ▬ 28,80 %                          |